# Абба Мансур, Юсиф
Юсиф Абба Мансур (18.06.1951 г., Бахдида, Ирак) — архиепископ багдадский Сирийской католической церкви с 26 июня 2010 года.

## Биография
Юсиф Абба Мансур родился 18 июня 1951 года в городе Бахдида, Ирак.
30 июня 1978 года Юсиф Абба Мансур был рукоположён в священника.
26 июня 2010 года Священный Синод Сирийской католической церкви назначил Юсифа Абба Мансура архиепископом Багдада. 1 марта 2011 года Римский папа Бенедикт XVI утвердил решения Синода. 16 апреля 2011 года Юсиф Абба Мансур был рукоположён в епископа.